# Gaborone
Gaborone (do roku 1969 Gaberones) je hlavní a největší město Botswany. Gaborone je hospodářské, politické a kulturní středisko státu. V roce 2011 ve městě žilo 231 592 obyvatel. Je zde potravinářský průmysl, dále průmysl zpracování diamantů a tepelná elektrárna. Z Gaborone vede železnice do Kapského Města a Harare, nachází se zde národní muzeum a univerzita. Gaborone leží 15 km od hranic s Jihoafrickou republikou.

## Historie
Podle důkazů kolem řeky Notwane sídlili lidé po celá staletí. Město se stalo známým v roce 1980, kdy se zde usídlil Kgosi Gaborone.

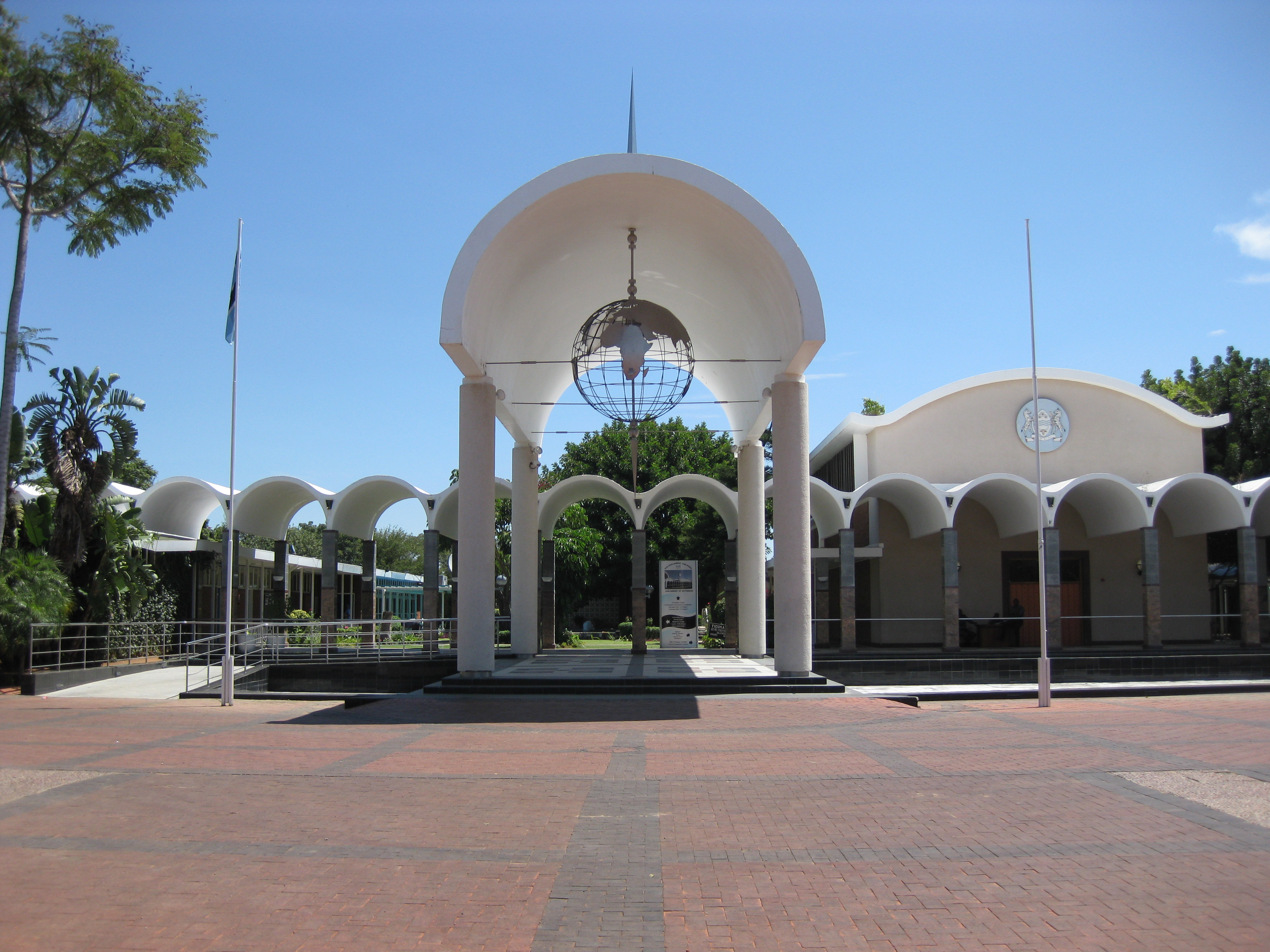
Budova botswanského parlamentu v Gaborone

Od roku 1964 bylo Gaborone hlavním městem Bečuánska, v roce 1966 se stalo hlavním městem Botswany. Jako hlavní město bylo vybráno díky svému dobrému zdroji pitné vody a díky vlakovému spojení do velkých měst.
Většina budov metropole byla postavena během tří let. Jsou zde sídla vládních úřadů, elektrárna, nemocnice, školy, rozhlasové stanice, telefonní ústředny, policejní stanice, pošta a více než 1000 domů. Po řadu let bylo Gaborone nejrychleji rostoucím městem na světě a stále je jedním z nejrychleji rostoucích měst v Africe.
V roce 1994 vypukly v Gaborone nepokoje kvůli vysoké nezaměstnanosti a dalším problémům.
Město Gaborone i nadále roste velmi rychle. Město bylo původně plánováno jako sídlo 20 000 občanů, ale do roku 1992 z žilo již 138 000 lidí, přičemž v té souvislosti docházelo k živelnému osídlování nezastavěných pozemků.

## Podnebí

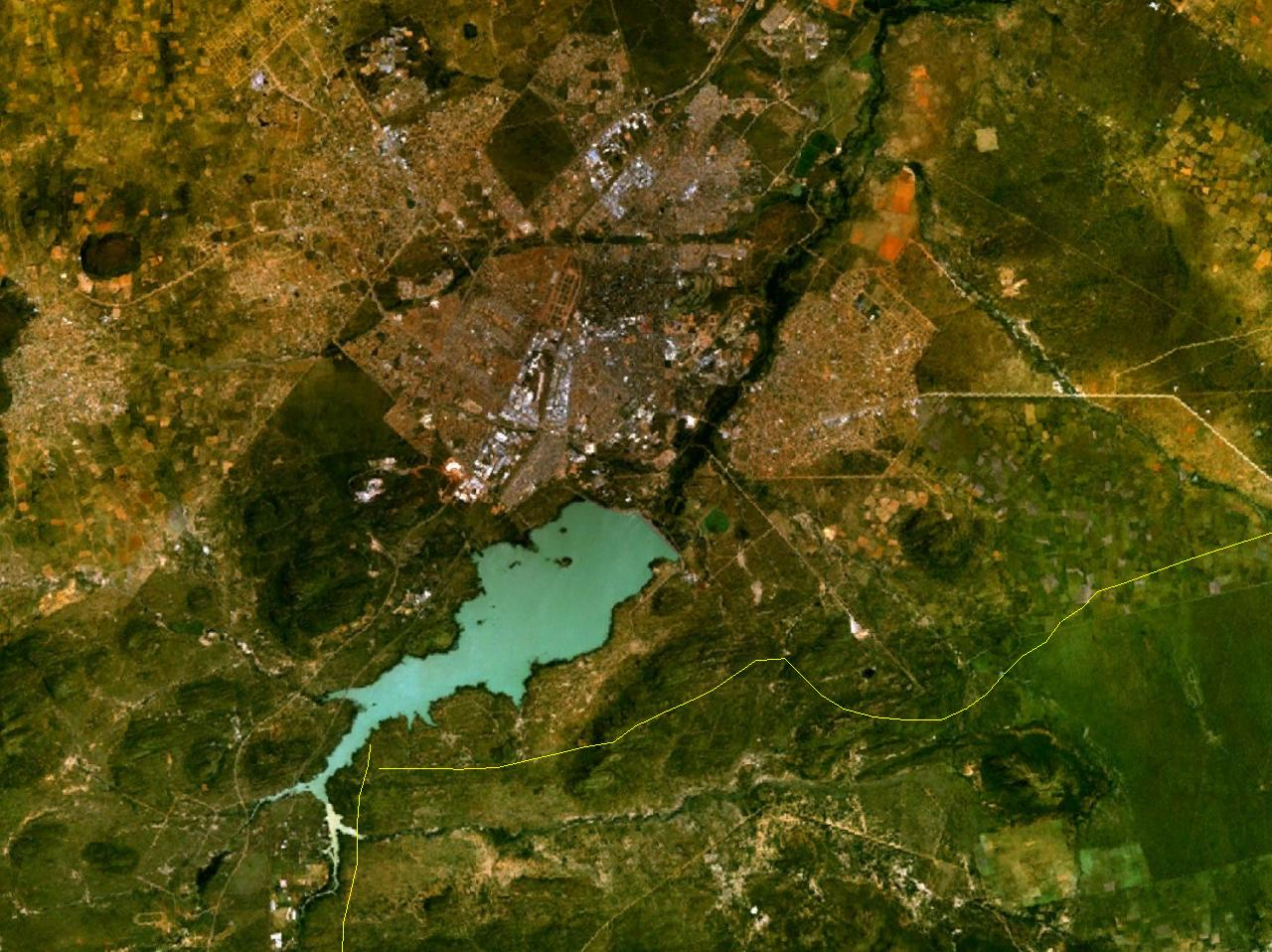
Satelitní snímek Gaborone

Po většinu roku má Gaborone velmi slunné podnebí. Léta jsou obvykle horká. Noci jsou chladné. Obvykle jsou zde léta s málo dešti. Je-li sucho, nejžhavější teploty roku jsou obvykle v lednu a únoru. V případě, že je normální množství srážek, nejteplejší teploty jsou obvykle v říjnu, těsně předtím, než začne pršet. Během zimy jsou dny ještě teplé a noci jsou chladné.

## Doprava
Vzhledem k ostatním africkým metropolím je městská doprava v Gaborone velmi dobrá. Jsou zde dvě vlaková nádraží. Na severu města se nachází mezinárodní gaboronské letiště.

## Partnerská města
- Burbank, Spojené státy americké
- Provincie Če-ťiang, Čína
- Sorong, Indonésie
- Västerås, Švédsko